# Machos (Ceiba)
Machos es un barrio ubicado en el municipio de Ceiba en el Estado Libre Asociado de Puerto Rico. En el Censo de 2010 tenía una población de 3.567 habitantes y una densidad poblacional de 117,33 personas por km².

## Geografía
Machos se encuentra ubicado en las coordenadas 18°15′12″N 65°37′15″O / 18.25333, -65.62083. Según la Oficina del Censo de los Estados Unidos, Machos tiene una superficie total de 30.4 km², de la cual 20.32 km² corresponden a tierra firme y (33.17%) 10.08 km² es agua.

## Demografía
Según el censo de 2010, había 3.567 personas residiendo en Machos. La densidad de población era de 117,33 hab./km². De los 3.567 habitantes, Machos estaba compuesto por el 72.47% blancos, el 14.47% eran afroamericanos, el 0.84% eran amerindios, el 0.28% eran asiáticos, el 0.08% eran isleños del Pacífico, el 7.4% eran de otras razas y el 4.46% pertenecían a dos o más razas. Del total de la población el 98.57% eran hispanos o latinos de cualquier raza.